# 로리 (미국의 가수)
로리(Raury, 1996년 10월 10일 ~ )는 미국의 싱어송라이터이다.